# Arthur Jeph Parker
Arthur Jeph Parker (* 25. August 1926 in Detroit, Michigan; † 15. Dezember 2002 in Tucson, Arizona) war ein US-amerikanischer Szenenbildner.

## Leben
Parker begann seine Karriere im Filmstab 1955 als Szenenbildner beim Fernsehen, wo er unter anderem an den Serien Twilight Zone und Kobra, übernehmen Sie arbeitete. Er war bis Mitte der 1980er Jahre für das Fernsehen tätig und war für sein Wirken an der Miniserie Blind Ambition mit Martin Sheen in der Hauptrolle 1979 für den Primetime Emmy nominiert.
Ab 1970 arbeitete Parker auch an Spielfilmen, zu einem seiner ersten Engagements zählte Arthur Hillers Komödie Nie wieder New York. 1977 war er für den John-Wayne-Western Der letzte Scharfschütze zusammen mit Robert F. Boyle für den Oscar in der Kategorie bestes Szenenbild nominiert, die Auszeichnung ging in diesem Jahr jedoch an den Tanzfilm Hinter dem Rampenlicht. 1980 erfolgte eine zweite Nominierung, für den Katastrophenfilm Das China-Syndrom zusammen mit George Jenkins. Auch in diesem Jahr zog Parker den Kürzeren, es gewann der Tanzfilm Hinter dem Rampenlicht.

## Filmografie (Auswahl)
- 1970: Nie wieder New York (The Out-of-Towners)
- 1976: Der letzte Scharfschütze (The Shootist)
- 1979: Das China-Syndrom (The China Syndrome)
- 1980: Schütze Benjamin (Private Benjamin)
- 1980: Zwei wahnsinnig starke Typen (Stir Crazy)
- 1983: Staying Alive
- 1985: Silverado
- 1987: Schlappe Bullen beißen nicht (Dragnet)
- 1989: Dead Bang – Kurzer Prozess (Dead Bang)

## Nominierungen (Auswahl)
- 1977: Oscar-Nominierung in der Kategorie bestes Szenenbild für Der letzte  Scharfschütze
- 1980: Oscar-Nominierung in der Kategorie bestes Szenenbild für Das China-Syndrom